# Formózusz pápa
Formózusz (latinul: Formosus), (815/816 k., talán Róma – 896. április 4., Róma) volt a 112. római pápa 891 szeptemberétől.

## Élete
816 körül született  valószínűleg római polgárok leszármazottjaként. 864-ben Porto püspöke lett, majd I. Miklós pápa megbízására, 867-ben Bulgáriába került hittérítői munkára. 869-ben és 872-ben is járt a nyugati frank király,  II. (Kopasz) Károly udvarában diplomáciai küldetést végrehajtva és nagy nehezen sikerült meggyőznie, hogy a pápával koronáztassa meg magát. 872-ben jelöltette magát a II. Adorján pápa halála után megüresedett pápai trónra, de az új pápa régi irigye, VIII. János lett, és miatta hamar elhagyni kényszerült Róma városát. VIII. János zsinatot hívott össze és megüzente Formózusznak: vagy visszatér Rómába, vagy kiátkozza olyan vádakkal, miszerint egyszerre kívánt Bulgária érseke és Róma főpapja lenni, ellenállt a császár akaratának, pápai engedély nélkül hagyta el saját egyházmegyéjét, kifosztotta a római kolostorokat, istentiszteletet tartott a tiltás ellenére, valamint összeesküvést szőtt nyilvánvalóan ellenséges nőkkel és férfiakkal a pápai hatalom megdöntésére. Mivel Formózusz mindennek dacára nem tért vissza, az ítéletet ügyében ugyanazon év júliusában hirdették ki. 878-ban a kiátkozást visszavonták, miután Formózusz ígéretet tett arra, hogy soha többé nem tér vissza Rómába és nem fogja gyakorolni lelkészi hivatását.
II. Márton pápa, VIII. János utódja 883-ban visszahelyezte őt egykori portói egyházmegyéjébe. Ebből a pozícióból választotta meg a konzisztórium 891. október 6-án a keresztény egyház pápájának.
Első teendői közé tartozott Spoletói Guido német-római császárrá való koronázása 892 áprilisában. További hirtelen intézkedéseihez tartozik a konstantinápolyi pátriárka, I. Photius elűzése után, hogy I. Baszileiosz bizánci császár fiát, Istvánt tegye meg pátriárkának. Elsimította a kölni és a hamburgi érsek ill. a brémai püspök közötti ellentétet is a 892-es frankfurti zsinaton. Odo, Párizs grófja és a majdani III. Károly közötti trónviszályt is eldöntötte, az utóbbi javára.
Formosus meggyőzte Karintiai Arnulfot arról, hogy szabadítsa fel Itáliát, és segítse a pápai államot. Arnulf 894-ben sorra leigázta a Pótól északra fekvő királyságokat. Mindeközben Spoletói Guido meghalt és fia, Lambert nevelése feleségére, Agiltrudéra, a Karoling-dinasztia egyik ellenlábasára maradt. 895 őszén Arnulf újabb itáliai hadjáratra vállalkozott és 896-ban Formosus német-római császárrá is koronázta. Azonban mikor Spoleto ellen vonult, szélütés érte és emiatt képtelen volt folytatni a hadjáratot.

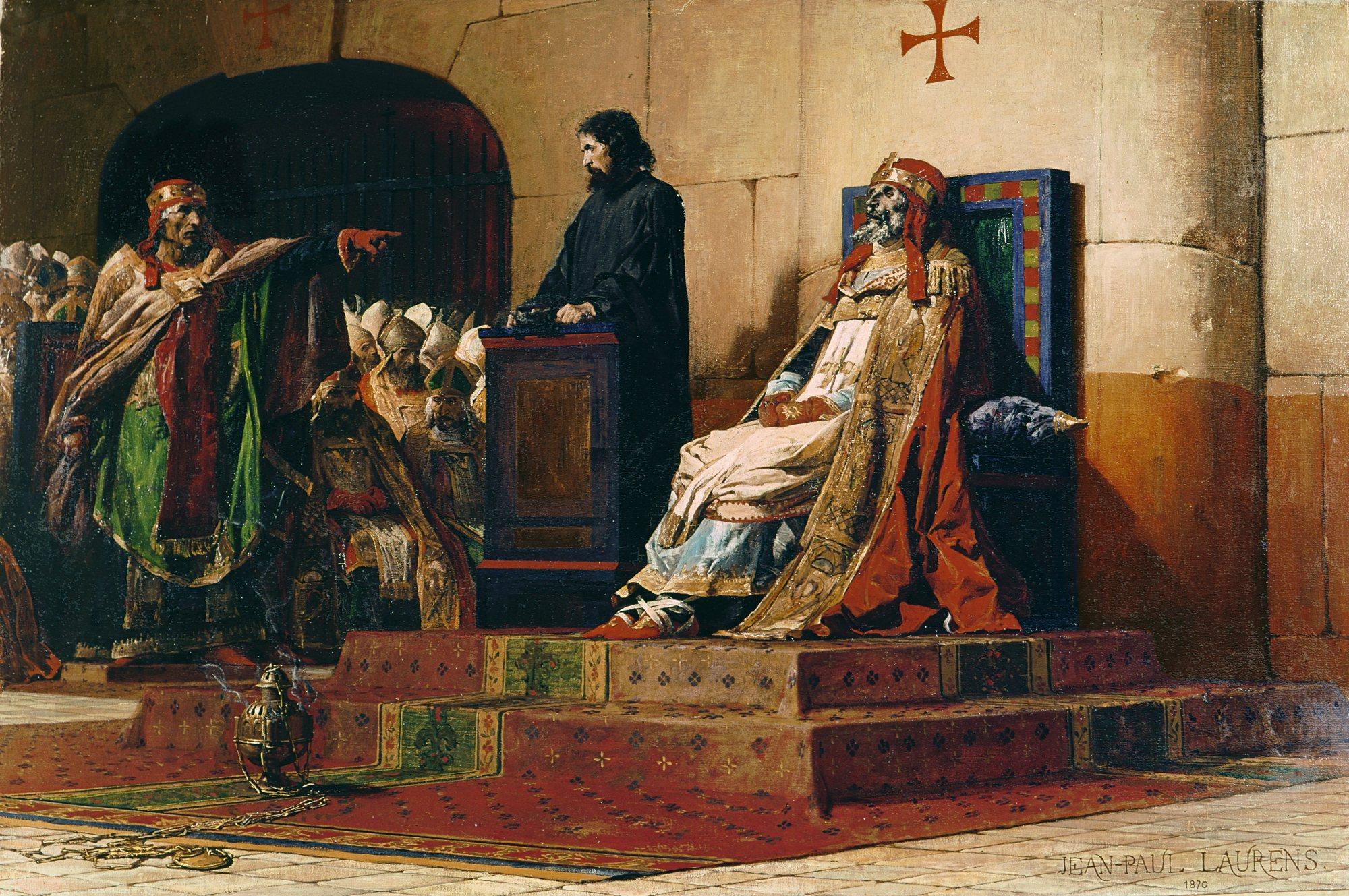
Jean-Paul Laurens festménye a hullazsinatról (1870). VI. (VII.) István pápa vádolja a trónon ülő Formosus hulláját, akit teljes főpapi ornátusba öltöztettek, azt a látszatot keltve, mintha élne, így megkezdődhetett a „szabályos” tárgyalás, vádlókkal, védővel, perbeszéddel

Formózusz ugyanezen évben, április 4-én halt meg. Az egyház élén VI. Bonifác pápa követte. VII. István pápa, Bonifác utódja, Lambert és Agiltrude hatására, az Arnulf megkoronázása iránt érzett bosszútól vezérelve, 897-ben egyházi törvényszék elé állíttatta Formózuszt, amit emiatt „hullazsinat” néven emlegetnek. A halott testét kiásták, miseruhába öltöztették majd a trónra is felültették, közvetlenül VII. István pápa vádjainak kereszttüzébe. Megállapították, hogy Formózusz méltatlan volt a pápai trónra; minden korábbi intézkedését megsemmisítették, minden általa hozott rendeletet érvénytelennek nyilvánítottak. Pápai öltözetét leszaggatták róla, három ujját, amelyet áldásosztáskor használnak a pápák, levágták s ezután a halott testét a Teverébe dobták. VII. István pápa halála után, a mindössze húsz napig uralkodó II. Theodórosz pápa  Formózusz testét visszahelyeztette a Szent Péter-bazilikába. Később azonban, III. Szergiusz pápa, a spoletóiak kegyeltje ismét hitelesítette és hatályba helyezte a Formózusz elleni rendeleteket és magasztaló sírfeliratot vésetett VII. István pápa sírjára.

## Művei
- Documenta Catholica Omnia (latin nyelven). (Hozzáférés: 2011. december 6.)